# Palpita melanapicalis
Palpita melanapicalis là một loài bướm đêm trong họ Crambidae.